# Orgue de la Parròquia de la Transfiguració
L'orgue de la Parròquia de la Transfiguració se situa a l'Església parroquial de la Transfiguració del Senyor, concretament, al puig de Sant Salvador d'Artà, a l'illa de Mallorca (Illes Balears).

## Història
L'Església de la Transfiguració del Senyor consta d'una sola nau i fou construida sobre una església gòtica ja existent al mateix indret. L'any 1240, després de la conquesta del territori d'Artà a mans del rei Jaume I d'Aragó, es va construir l'esmentada església i la seva construcció estava a càrrec del bisbe del monestir de Bellpuig, Ramon de Torella. Fins a l'any 1425, l'església fou mantinguda i atesa pel monestir.
El 1563 fou l'any en què es construí l'actual església, ordenat pel bisbe Diego de Arnedo. No obstant això, la construcció va començar deu anys més tard i es va perllongar durant molts segles.
La història sobre la construcció d'aquest orgue es remunta a principis del segle xvi i finalitza a finals del segle xx, després de la seva restauració a l'any 1980, pels orgueners Calvano-Bernal.

### L'orgue durant el segle XVII
L'any 1624 fou fundat el benefici de l'orgue de la Parròquia de la Transfiguració, després de fer la inversió en aquest. El beneficiari de l'instrument tenia el deure de tocar-lo i de donar classes de cant als càrrecs clericals de l'església i als infants. Quatre anys més tard, al 1628, Joan Ferragut fou contractat com a fuster de l'orgue, malgrat aquest morí vuit anys després. A mitjans del segle xvi, van estar involucrats altres orgueners en la construcció de l'orgue i la seva finalització, com Jeroni Roig (orguener i organista de la Seu); Miquel Caimari (primer orguener de la família Caimari), juntament amb Fra Vicenç Pizà (orguener i organista del Convent de Sant Domingo de Palma) i, a finals del segle, els dos germans de la família Caimari: Sebastià i Damià Caimari.

### L'orgue durant elseglexviii
L'any 1710 es va fer una petició per la restauració de l'instrument, malgrat no es dugué a terme fins al 1717. Més tard, concretament, al 1746, el benefici de l'orgue passà als jurats de la vila, els quals van contractar a l'organista més hàbil de la professió. Dels sis candidats que es van presentar, Jaume Pau Oliver i Soler, un jove de dinou anys de Fornalutx fou elegit.
A partir de l'entrada dels anys 70, amb la mort de Jaume Oliver, Miquel Llinàs fou contractat com a organista i el benefici de l'orgue passà a Antoni Josep Lliteres i Palmer, i es va unir a dos orgues més que se situaven a l'altar del Roser i a l'altar del Nom de Jesús.

### L'orgue durant elseglexixi XX
El 1843, es va comunicar que no es feia ús de l'orgue de la Parròquia i que es trobava al convent de Observantes d'Artà. Per aquest motiu, van ordenar que es fes un trasllat de l'instrument a l'església parroquial. El trasllat no es va poder realitzar ja que l'orgue del convent va ser venut al poble de Son Servera. Sis anys més tard, l'Obreria Major va decidir construir un nou orgue a partir de les peces i el material que pertanyien a l'anterior. Aquesta vegada, l'orguener responsable de la fabricació del nou instrument fou Antoni Portell i Fullana. La restauració va comportar la incorporació del buc, de 54 tecles i 10 registres, el portavents de tres registres de la Trompeteria i els portavents i fuells necessaris a la Flautada.
L'any 1900 es va dur a terme la restauració de l'església i, aproximadament 80 anys més tard es dugué a terme una restauració pels orgueners originaris de País Vasc Calvano-Bernal.

## Situació actual
Actualment, l'orgue està situat al portal lateral esquerre de la nau. La darrera restauració que es va fer l'ha deixat en condicions correctes i en bon ús.

## Dades tècniques
L'orgue compta amb un teclat de 54 notes amb una partició h/c' i una dotzena de botons amb acoblament manual al pedal. Alguns tubs pertanyents a la mà dreta del Flautat tenen una inscipció “Portell 1850”.
A la Corneta falta la tèrcia 1 3/5' en ambdues mans, tant l'esquerra com la dreta.
| Mà esquerra | Mà Dreta       |
| ----------- | -------------- |
| Regalia     | Clarí          |
| Clarí       | Trompeta       |
| Trompeta    | Trompeta Magna |
| Flautat     | Flautat        |
| Bordó       | Bordó          |
| Octava      | Octava         |
| Corneta     | Corneta        |
| Ple         | Ple            |

El secret consta de cinc jocs: el primer joc és el Flautat de 8’ que té els tubs de la mà esquerra (C-hº) col·locats a la façana. El segon joc és el Bordó de 8‘, que té vint-i-quatre tubs de la mà esquerra de fusta i van postats, mentre que els de la mà dreta són de metall amb xemeneia i antics; excepte els darrers 9 (a”-f’’’), els quals són oberts de talla ampla i provenen la Corneta de l'orgue anterior. El tercer joc és l'Octava 4’ que conté els dotze baixos de fusta i la resta són tubs de metall antics de l'orgue anterior. El següent joc és el Ple de quatre rengles que comencen en 2 2/3’ i, per acabar, el cinquè joc són els Nasards/Corneta que es troben en secretet elevat, amb tres rengles a la mà esquerra i sis a la mà dreta. La mà esquerra està formada per 4’ amb tubs de fusta tapats, 2 2/3’ de fusta oberts i 2’ amb els vuit primers tubs (C-G) de fusta oberts i els setze següents (Gs-hº), de metall en forma de con. En canvi, la mà dreta constitueix 4’+4’ i 2 2/3’+ 2 2/3’ de tubs de metall cònics (excepte els darrers dos tubs: e’’’ i f’’’, que són de talla ampla) i 2’+2’, que també són de talla ampla.

El secret del pedal se situa al fons, darrera el secret del manual. Aquest conté dos jocs: un de Contres obertes i l'altre de 16’ amb tubs de fusta.

## Fusters, orgueners i organistes
En la següent taula apareixen totes aquelles persones que van veure's implicades en la construcció de l'orgue o que van interactuar amb l'instrument de manera pràctica.
| Fusters        | Orgueners                | Organistes               | Segle o any                                    |
| -------------- | ------------------------ | ------------------------ | ---------------------------------------------- |
| Joan Ferragut  |                          |                          | 1628-1636                                      |
|                | Jeroni Roig              | Jeroni Roig              | -1641                                          |
| Miquel Caimari |                          |                          | 1655-1658                                      |
|                | Fra Vicenç Pizà          | Fra Vicenç Pizà          | 1655-1658                                      |
|                | Sebastià Caimari         |                          | Finals del segle XVII - Inicis del segle XVIII |
|                | Damià Caimari            |                          | 1697                                           |
|                |                          | Jaume Pau Oliver i Soler | 1746-1770                                      |
|                |                          | Miquel Llinàs            | 1770-                                          |
|                |                          | Rafel Sard               | 1819-1876                                      |
|                | Antoni Portell i Fullana |                          | 1849.                                          |
|                | Calvano-Bernal           |                          | aprox. 1980-                                   |